# Municipio de Middlecreek (condado de Somerset)
El municipio de Middlecreek (en inglés: Middlecreek Township) es un municipio ubicado en el condado de Somerset en el estado estadounidense de Pensilvania. En el año 2000 tenía una población de 797 habitantes y una densidad poblacional de 9 personas por km².

## Geografía
El municipio de Middlecreek se encuentra ubicado en las coordenadas 40°00′06″N 79°15′59″O / 40.00167, -79.26639.

## Demografía
Según la Oficina del Censo en 2000 los ingresos medios por hogar en la localidad eran de $35,000 y los ingresos medios por familia eran $36,250. Los hombres tenían unos ingresos medios de $29,327 frente a los $20,156 para las mujeres. La renta per cápita para la localidad era de $19,066. Alrededor del 12,1% de la población estaban por debajo del umbral de pobreza.